# Sphaerospira macleayi
Sphaerospira macleayi é uma espécie de gastrópode  da família Camaenidae.
É endémica da Austrália.